# Prionotoma schillingsi
Prionotoma schillingsi là một loài bọ cánh cứng trong họ Cerambycidae.